# Внуковское шоссе
Вну́ковское шоссе́ — улица в Москве. Проходит по территории района Внуково Западного административного округа и поселения Внуковское Новомосковского административного округа.

## История
Внуковское шоссе было образовано в 1956 году. Названо по посёлку Внуково. До этого как безымянная дорога, соединяющая деревни Внуково и Изварино.

## Расположение
Внуковское шоссе соединяет Боровское и Минское шоссе. Длина Внуковского шоссе составляет около 5 км. На севере шоссе расположена станция МЦД Внуково. По шоссе проходят автобусы 870, 1043.